# White Pine (Michigan)
White Pine – jednostka osadnicza w Stanach Zjednoczonych, w stanie Michigan, w hrabstwie Ontonagon.